# Ann-Sofie

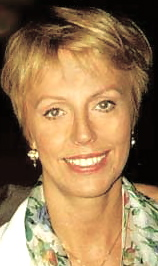
Anne Sofie von Otter

Ann-Sofie är ett kvinnligt dubbelnamn. Namnet förekommer även i varianterna Anne-Sofie, Ann-Sofi, Anne-Sofi, Ann-Sophie och Anne-Sophie, Annsofi
Det äldsta belägget för namnet i Sverige är från år 1773. Den 31 december 2012 fanns det totalt 11 852 kvinnor folkbokförda i Sverige med namnet Ann-Sofie (Anne-Sofie, Ann-Sofi, Anne-Sofi, Ann-Sophie och Anne-Sophie), varav 8 208 bar det som tilltalsnamn/förstanamn.
Namnsdag i Sverige: saknas

## Personer med namnet Ann-Sofie
- Ann-Sofie Back, svensk modeskapare
- Ann-Sofi Colling, svensk gymnast
- Anne-Sofie Gräslund, svensk arkeolog
- Ann-Sofie Johansson, svensk modeskapare
- Ann-Sofie Kylin, svensk skådespelare
- Anne-Sophie Mutter, tysk violinist
- Anne Sofie von Otter, svensk operasångerska
- Ann-Sofie Rase, svensk skådespelare
- Ann-Sofi Sidén, svensk konstnär